# Skyline Park
Koordinaten: 48° 2′ 35″ N, 10° 35′ 29″ O
Der Skyline Park (auch Allgäu Skyline Park) ist ein bayerischer Freizeitpark bei Bad Wörishofen im Landkreis Unterallgäu in Mittelschwaben. In den Themenbereichen Adrenalin Pur, Familien-Spaß und Kinder-Hits gibt es derzeit über 60 Attraktionen. Der Park wird von der Schaustellerfamilie Löwenthal betrieben.

## Geschichte

### Freizeitpark Stadtbergen
Die Anfänge des Skyline Parks liegen in Stadtbergen bei Augsburg. Von 1975 bis 1991 befand sich dort der Freizeitpark Stadtbergen auf dem Gelände des damaligen Ziegelstadels, zwischen Stadtbergen, Kappberg und dem Deuringer Truppenübungsplatz. Der Park war in seiner Blütezeit ein beliebtes Ausflugsziel für Familien, Schulausflüge und Wandertage in der Region Augsburg. Er bot eine Vielzahl an Attraktionen, die eher einem großen Spielplatz glichen als modernen Fahrgeschäften.

### Freizeitpark Kirchdorf
Anfang der 1990er Jahre kam es zu Unstimmigkeiten mit dem Grundbesitzer bezüglich gewünschter Erweiterungspläne, weshalb der Freizeitpark Stadtbergen schließlich aufgegeben wurde. Die Spielgeräte wurden auf ein neues Gelände in der Nähe von Bad Wörishofen verlegt. Dort wurde der Park zunächst unter dem Namen Freizeitpark Kirchdorf wieder aufgebaut.  Es standen mehrere Rutschen und Seilbahnen sowie mehrere mit Pedalen von Menschen angetriebene Fahrgeschäfte und eine Elektroautostrecke zur Verfügung. Bis 1998 trug der Park diesen Namen, bevor er 1999 als Skyline Park neu eröffnet wurde.

### Skyline Park
Im Jahr 1998 wollte Joachim Löwenthal, ein Mitglied einer Schaustellerfamilie in vierter Generation, und seine Frau einen Freizeitpark eröffnen. Zunächst waren sie an einem Projekt in der Lausitz interessiert, entschieden sich dann aber für den damals 4 Hektar großen Freizeitpark Kirchdorf, der zum Verkauf stand. Sie benannten ihn in Allgäu Skyline Park um. 1999 wurde der Park unter diesem Namen offiziell eröffnet.
In den frühen 2000er Jahren fügte der Park größere Fahrgeschäfte hinzu, darunter die Sky Rider (Hängeachterbahn) und Bob Racing (motorisierte Bobkart-Anlage). 2005 wurde die Sky Wheel eingeführt, eine innovative X-Car-Achterbahn von Maurer Söhne, die als erste ohne Schulterbügel auskam. 2010 kam die Sky Rafting-Wildwasserbahn hinzu, die zuvor auf Jahrmärkten unterwegs war. 2012 wurde die Sky Jet, ein Zierer Star Shape, aus Blackpool Pleasure Beach übernommen (bis 2019 betrieben), und 2013 folgte die Sky Spin, ein Spinning-Coaster aus dem ehemaligen Camelot Theme Park.
Das Jahr 2017 markierte die bisher größte Erweiterung des Parks mit der Einführung von sieben neuen Fahrgeschäften. Dazu gehörten der Sky Dragster, der weltweit erste Motorrad-Coaster, bei dem Besucher ihre eigene Geschwindigkeit bestimmen können, und eine große Wildwasserbahn, die im Bergbau-Stil gestaltet ist.
2020, inmitten der COVID-19-Pandemie, fügte der Park zwei neue Attraktionen hinzu. Sky Fall, ein portabler Drop-Tower mit 85 Metern Höhe, wurde eingeladen, um den Verlust von Jahrmärkten in Europa auszugleichen, welche nicht stattfanden, und blieb über die Saison 2021 hinaus. Gleichzeitig wurde der Allgäuflieger, ein Funtime Starflyer mit fast 150 Metern Höhe, eingeführt, der als das höchste Flugkarussell der Welt gilt.
Im Oktober 2021 kündigte der Park Pläne für eine Investition von 8–10 Millionen Euro in eine neue Achterbahn für die Saison 2024 an. Diese Pläne wurden verworfen.
Am 31. August 2024 feierte der Park sein 25-jähriges Bestehen sowie den 70. Geburtstag seines Gründers Joachim Löwenthal mit 360 geladenen Gästen, darunter Ministerpräsident Markus Söder, der den Park als „Juwel in Bayern“ lobte.

## Attraktionen

### Achterbahnen
| Name               | Hersteller       | Typ                                          | Eröffnung | Besonderheiten | Foto                        |
| ------------------ | ---------------- | -------------------------------------------- | --------- | --- | --------------------------- |
| Berg- und Tal Hetz | SBF Visa         | Family Launch Coaster                        | 2024      | |                             |
| Flotter Otto       | SBF Visa Group   | Familienachterbahn                           | 2023      | |                             |
| Kids Spin          | SBF Visa         | Spinning Coaster/3 Loop                      | 2017      | |                             |
| Sky Dragster       | Maurer Rides/BTS | Motorbike-Coaster/Launched Motorbike Coaster | 2017      | Prototyp; Die ursprünglichen Fahrzeuge wurden durch Serienfahrzeuge ersetzt. Anfängliche Probleme führten zu häufigen Schließungen der Anlage; eine Saison wurde sie komplett vom Parkplan genommen. Inzwischen funktioniert die Anlage weitgehend störungsfrei. |                             |
| Sky Rider          | Caripro          | Suspended Coaster/Gyroflyer                  | 2001      | Prototyp; 2016 renoviert | Sky Rider                   |
| Sky Spin           | Maurer & Söhne   | Spinning Coaster                             | 2013      | | Sky Spin – Spinning Coaster |
| Sky Wheel          | Maurer & Söhne   | Überkopf-Achterbahn/X-Car Coaster            | 2005      | Höchste Überkopf-Achterbahn Europas. | Sky Wheel                   |

### Wasserfahrgeschäfte
| Name                                   | Hersteller | Eröffnung | Besonderheiten                                                     |
| -------------------------------------- | ---------- | --------- | ------------------------------------------------------------------ |
| Sky Rafting                            | ABC Rides  | 2010      | ehemalige Reiseanlage der Schaustellerfamilie Löwenthal            |
| Tretboote                              |            | 1999      |                                                                    |
| Water Splash                           | Stanic     | 2015      |                                                                    |
| Wildwasserbahn (2017 Wildwasserbahn 2) | Mack Rides | 2017      | größte transportable Wasserbahn der Welt; Name: Wildwasser(bahn) 3 |

### Weitere Fahrgeschäfte
| Name             | Hersteller                                    | Typ                       | Eröffnung | Besonderheiten                                                                                       | Foto       |
| ---------------- | --------------------------------------------- | ------------------------- | --------- | --- | ---------- |
| Allgäuflieger    | Funtime                                       | Flugkarussell             | 2020      | Höchstes Flugkarussell der Welt (150 m)                                                              |            |
| Alte Liebe       | Huss                                          | Schiffschaukel            | 1999      | |            |
| Autoscooter      | Mack 8-Säulen-Skooter (ehemalige Reiseanlage) | Autoscooter               | 2008/2018 | Seit 2018 größter Autoscooter Deutschlands (1056 m²) in einer stationären Scooterhalle.              |            |
| Baustellenfahrt  | SBF Visa                                      | Themenfahrt (Mini-Trucks) | 2000      | |            |
| Breakdancer      | SBF Visa                                      | Breakdance                | 2019      | Mini-Version (Mini Break Dance)                                                                      |            |
| Flug der Karibik |                                               | Kinderkarussell           |           | |            |
| Formel 1         | SBF Rides                                     | Autoscooter               | 1999      | 350m Autoscooter-Rennpiste                                                                           |            |
| Funny Cars       | SBF Visa                                      | Tassenkarussell           |           | |            |
| Geisterbahn      | Mack Rides                                    | Geisterbahn               | 2019      | Baujahr 1979, ehemalige Reiseanlage                                                                  |            |
| High Fly         | SBF Visa                                      | Riesenschaukel            | 2017      | Größte Überkopf-Schaukel in einem deutschen Freizeitpark.                                            |            |
| Kids Cars        | SBF Visa                                      | Kinderkarussell           |           | |            |
| Kindereisenbahn  |                                               | Kindereisenbahn           | 1999      | |            |
| Kinderkarussell  |                                               | Kinderkarussell           | 2015      | |            |
| Krinoline        | Fabbri                                        |                           | 2007      | |            |
| Looping Alois    | SBF Visa                                      |                           | 2023      | |            |
| Motorschaukel    | Sunkid Heege GmbH                             |                           | 1998/1999 | Diese Anlagen war bereits 1998 im Freizeitpark Kirchdorf, dem Vorgänger des Skyline Park, vorhanden. |            |
| Parkbähnchen     |                                               | Wegebahn                  | 2017      | |            |
| Pony Trip        | SBF Visa                                      | Reitbahn                  | 2015      | |            |
| Riesenrad        | Arnoux/CAH                                    | Riesenrad                 | 1999/2002 | |            |
| Sky Circle       | Zamperla                                      | Propeller Turbo Force     | 2003      | | Sky Circle |
| Sky Fall         | BN Performance Rides/Soriani & Moser          | Freifallturm              | 2001/2003 | | Sky Fall   |
| Sky Shot         | Funtimeventven/ Funtime                       | Sling Shot                | 2000      | | Sky Shot   |
| Sky Twister      | Huss                                          | Condor (IKARUS)           | 2009      | übernommen aus dem Heide Park Resort („Condor“)                                                      |            |
| Wellenflieger    | Zierer                                        | Wellenflug                | 1999      | |            |
| Zero Gravity     | SBF Visa                                      |                           | 2017      | |            |

### Weitere Attraktionen
Zum Beginn der Sommerferien 2023 in Bayern kehrte auch wieder die temporäre Anlage Après-Ski Party von Dietz in den Park zurück. Das Laufgeschäft der Schaustellerfirma Fackler, das eigentlich eine Reiseanlage ist, wurde angemietet.
| Name                    | Hersteller                                 | Typ            | Eröffnung | Besonderheiten                                    |
| ----------------------- | ------------------------------------------ | -------------- | --------- | ------------------------------------------------- |
| Humoristisches Velodrom |                                            |                |           |                                                   |
| Kids Farm               | Künstlerische Holzgestaltung Bergmann GmbH |                | 2015      | unterirdischen Tunnelanlagen                      |
| Riesenrutsche           |                                            | Rutsche        | 1999      |                                                   |
| Schiessbude             |                                            | Schießbude     | 2008      |                                                   |
| Sky Jump                |                                            | Trampolin      |           | Trampolinanlage mit unterstützenden Bungee-Seilen |
| Sky Walk                | Faszinatour                                | Hochseilgarten | 2015      |                                                   |
| Spassbad                | Grünbeck u. a.                             | Spaßbad        | 2004      | Rutschenlänge 62 m, Beckeninhalt 210 m³           |
| Streichelzoo            |                                            | Streichelzoo   |           | begehbares Ziegengehege                           |
| Trampolin               | Sidijk                                     | Trampolin      | 1999      |                                                   |
| Wasserballonschießen    |                                            |                | 1999      |                                                   |
| Wasserspielplatz        |                                            |                |           |                                                   |

### Ehemalige Attraktionen
| Name                                   | Hersteller           | Dienstzeit                                   | Weitere Daten |
| -------------------------------------- | -------------------- | -------------------------------------------- | --- |
| Bumper Boat/Wasser Scooter             |                      | 1999–1999                                    | Auf der Fläche der heutigen Baustellenfahrt befanden sich bis 1999 die Bumper Boat Wasser Scooter. Pro Boot konnten zwei Personen Platz nehmen. |
| Indianerkanus Typ: Baby Kanu           |                      | 1999–2012                                    | Die Indianerkanus vom Typ Baby Kanu konnten offiziell pro Boot eine Person fassen. Die Regel waren jedoch pro Boot bis zu zwei Kinder. |
| Butterfly                              | Sunkid Heege GmbH    | 1996/1999–2013                               | Zwei Anlagen standen zur Verfügung und boten Platz für je zwei Personen. Jede Anlage hatte je zwei 6 Meter hohe Rampen, die dabei abwechselnd hoch und wieder runter mehrmals hintereinander befahren wurden. Diese Anlagen war bereits 1996 im Freizeitpark Kirchdorf, dem Vorgänger des Skyline Park, vorhanden. |
| Break Dance                            | Huss                 | 2012–2015                                    | Diese Reiseanlage und somit temporäre Attraktion von Alexander Götzke aus München war bis 2015 unregelmäßig und nicht durchgängig im Park aufgebaut. 2016 wechselte die Anlage ebenfalls als temporäre Attraktion in den Eifelpark. Mittlerweile ist dieser Break Dance jedoch wieder auf Reisen. Der Skyline Park eröffnete 2019 stattdessen einen neuartigen Breakdancer für Kinder. |
| Skyline Express (ehemals ICE-Express)  | BHS                  | 1999–2016                                    | Die Attraktion, deren max. Querneigung 64° betrug, musste aufgrund Ersatzteilmangels aufgegeben werden. Sie wurde daher 2016/2017 abgebaut und eingelagert. |
| Cinematrix 4D                          | McFadden Simulatoren | 1999–2016                                    | Die Anlage musste Zero Gravity Platz machen und wurde eingelagert. Die Dekoration und die Kuppel werden an gleicher Stelle weiter verwendet. |
| Wildwasserbahn (2017 Wildwasserbahn 1) | Mack                 | 2006–2017000                                 | Die Bahn wurde 2017/2018 abgebaut, zunächst eingelagert und dann an den Eifelpark abgegeben. Dort ist sie seit 2018 unter ihrem früheren Namen Pirateninsel in Betrieb. |
| Roter Baron                            |                      | 1975–0000000000 1991–0000000000 1999–2017000 | Es handelte sich hierbei nicht um den klassischen Roten Baron, sondern um ein mit Muskelkraft (Pedale) angetriebenes Flugkarussell. Das bereits 1975 im Freizeitpark Stadtbergen (bei Augsburg) eröffnete Fahrgeschäft zog 1991 nach Bad Wörishofen (Rammingen) in den Freizeitpark Kirchdorf um. Bis einschließlich zur Saison 2019 waren noch das Fundament, die Absperrung und die Infotafel vorhanden. Zur Saison 2020 waren keine Überreste mehr vorhanden. |
| Sky Jet                                | Zierer               | 2012–2019                                    | Dieses Fahrgeschäft des Typs Star Shape von Zierer Rides (baugleich mit z. B. High Energy vom Schausteller Kaiser) befand sich 2004–2011 in Blackpool Pleasure Beach (UK). Es war bis Sommer 2019 in Betrieb und wurde dann für Revisionsarbeiten geschlossen und abgebaut. 2020 wurde es an das Fantasy Island in England verkauft, da laut Parkauskunft eine Modifizierung nicht mehr möglich war. |
| Bob Racing                             | Wiegand              | 2001–2021                                    | Diese Attraktion war 2021 nicht in Betrieb. Im Parkplan 2021 stand „Umbau für 2022“, jedoch machte sie Platz für die Familienachterbahn Flotter Otto. Der Park begründete die Schließung aufgrund der hohen Störanfälligkeit und Ersatzteilmangel. Eine baugleiche Bahn befindet sich z. B. im Schwaben Park. |
| Sky Fall (SkyFall)                     | Funtime Freifallturm | 2020–2021                                    | Reiseanlage und somit temporäre Attraktion von Michael Goetzke aus München. Aufgrund des Verbots von Großveranstaltungen war diese Attraktion zu Gast im Skyline Park. Diese Attraktion war jedoch nicht im Eintrittspreis des Parks enthalten; der Fahrpreis betrug 3 Euro. |
| Nostalgische Achterbahn                | Schwarzkopf          | 1999–2022 (2014/15 überholt und umgesetzt)   | Der unter dem Namen Alpen-Express auf Reisen gewesene Achterbahn-Oldtimer hieß im Skyline Park Nostalgie-Achterbahn und war eine Stahlachterbahn vom Typ Wildcat des Herstellers Schwarzkopf, Baujahr 1967. Sie musste für den Looping Alois und für die neue Achterbahn Berg und Tal Hetz Platz machen. Da der Bau und die Eröffnung sich auch schon 2022 verschob, entschloss man sich dazu, die Nostalgie-Achterbahn 2022 noch im Park zu belassen. Sie wurde an den Schausteller Norbert Witte verkauft, der damit wieder auf Reisen gehen möchte.                          |
| Après-Ski Party                        | Dietz                | 2022–2022                                    | Das Laufgeschäft der Schaustellerfirma Fackler wurde für die Saison 2022 angemietet. |
| ALLROUND                               | Klaus                | 2022–2022                                    | Es handelt sich um das letzte (Nr. 7) von Klaus gebaute Fahrgeschäft des Typs Allround. Es wurde zunächst 2022 von der Schaustellerfirma Kollmann angemietet. Seit 2023 befindet es sich unter dem Namen Lufti-Kuss mit neuer Lackierung dauerhaft im Park. |
| Sky Karts (Go-Kart-Bahn)               |                      | 2003–2022                                    | Die Kartbahn befand sich in unmittelbarer Nähe des Sky Shot. Die Benutzung war im Eintrittspreis enthalten, was oft zu langen Wartezeiten führte. Die Bahn war bis 2022 im Parkplan zu sehen, war aber 2022 bereits nicht mehr zugänglich; das Gelände wurde seitdem nicht mehr gepflegt und der Natur überlassen. |
| Nautic Jet                             | Sunkid Heege GmbH    | 1994/1999–2022                               | Zwei sich gegenüberstehende Nautic Jets wurden mittels Seil über der im Ruhezustand hängenden Gondel selbst ausgelöst. Das zugelassene Maximalgewicht pro Gondel lag bei 100 kg. Allerdings war außen noch eine zusätzliche Person erforderlich. Die Zwei-Personen-Selbstbedienung überforderte die Gäste regelmäßig. Zudem waren die beiden Anlagen sehr störanfällig. Dazu kam nun auch Ersatzteilmangel, weswegen sich der Park zur Schließung und zum Abbau entschied. Diese Anlagen war bereits 1994 im Freizeitpark Kirchdorf, dem Vorgänger des Skyline Park, vorhanden. |

### Nicht realisierte Attraktionen
| Name       | Typ        | Hersteller  | Geschichte |
| ---------- | ---------- | ----------- | --- |
| (THRILLER) | Achterbahn | Schwarzkopf | 2016 plante der Park die Rückholung der Achterbahn THRILLER aus Mexiko. Diese Planungen wurden jedoch aufgrund der kostenintensiven Sicherheitsaufwendungen wieder verworfen. Mittlerweile wurde die Achterbahn ohne Rückholung verschrottet. |

### Neuheiten
Neuheiten 2015
Kids Farm, Bauernhof Spielinsel
Pony Trip, elektronische Pferdereitbahn
Water Splash, Splash Battle
Neuheiten 2017
2017 brachte der Skyline Park mit Sky Dragster (der ursprünglich schon 2016 eröffnet werden sollte, was sich aber aus technischen Gründen verzögerte), den stärksten Motorbike Coaster mit bis zu 1,3g an den Start. Hier bestimmen die Passagiere ihre Geschwindigkeit selbst. Außerdem kam die größte transportable Wildwasserbahn der Welt in den Park, die seither Wildwasserbahn 2 hieß. Während des Oktoberfests wurde die Bahn allerdings in München aufgebaut und stand im Skyline Park nicht zur Verfügung. Mit dem Wegfall der Wildwasserbahn 1 (Pirateninsel) wurde die Anlage, die eigentlich Wildwasser(bahn) 3 heißt, schlicht in Wildwasserbahn umbenannt. Sie steht seither dauerhaft im Park.
Weitere 5 Neuheiten kamen von SBF/Visa: High Fly (drehende Überkopfschaukel), Zero Gravity (eine Art Rotor), Kids Spin (kleiner Spinning-Coaster), Kids Cars (Bounce-Spin), Sky Jump (Bungee-Trampolin)
Neuheiten 2019
Geisterbahn Geisterschlange (ehemalige Reiseanlage) und Mini Breakdancer von SBF Visa
Neuheiten 2020
Am 4. September eröffnete der Skyline Park den Allgäuflieger, einen Star Flyer des Herstellers Funtime, welcher mit einer Gesamthöhe von 142 m das höchste Flugkarussell weltweit ist.
Neuheiten 2022
Für die Saison 2022 waren drei neue Fahrgeschäfte geplant: Flotter Otto, Berg- und Tal Hetz sowie Looping Alois. Alle Attraktionen wurden jedoch verschoben.
Neuheiten 2023
2023 gab es zwei neue Fahrgeschäfte. Zum einen mit Flotter Otto eine Achterbahn der Kategorie Familienspaß und mit Looping Alois ein Fahrgeschäft aus der gleichen Kategorie.
Neuheiten 2024
Im Jahr 2024 wurde der Family Launch Coaster der Firma SBF Visa namens Berg- und Tal Hetz eröffnet. Er erreicht eine Länge von 260 m, eine Höhe von 15 m und eine maximale Geschwindigkeit von über 50 km/h.

## Veranstaltungen
Der Park bietet in jeder Saison verschiedene, nach Jahreszeit wechselnde Veranstaltungen an. Neben kleineren Ereignissen zum Saisonstart gibt es auch größere, seit Jahren etablierte Veranstaltungen wie ein mehrtägiges Halloween Event mit Horror-Mazes mit Live-Erschreckern. Jedes Jahr am 14. August findet die Veranstaltung Skyline Park bei Nacht statt, die jährlich bis zu 20.000 Besucher anzieht.

## Auszeichnungen
Im Jahr 2005 wurde der Park für die Achterbahn Sky Wheel mit dem Innovationspreis FKF-Award des Vereins Freundeskreis Kirmes und Freizeitparks e. V. ausgezeichnet.
2011 erhielt der Skyline Park zum siebten Mal in Folge vom unabhängigen Freizeitpark-Tester-Team die Auszeichnung für das beste Preis-Leistungs-Verhältnis aller Freizeitparks in Europa sowie vom Deutschen Institut für Service-Qualität für die neu gestaltete Webseite die Auszeichnung für den besten Internetauftritt der deutschen Freizeitparks. Zudem wurde der Park 2016 in den Kategorien „Bestes Preis-Leistungs-Verhältnis“ und „Beste Gastronomie“ ausgezeichnet. Zusätzlich erhielt er das Prädikat „Besonders empfehlenswert für Kinder“ für die Kids Farm, die neue Bauernhof-Spielinsel, die im östlichen Teil des Parks steht.

## Verkehrsanbindung
Der Freizeitpark liegt in unmittelbarer Nähe zur A96, an der Ausfahrt Bad Wörishofen. Eine Anfahrt mit der Bahn ist ebenfalls möglich. Der Bahnhalt Rammingen (Bayern) liegt etwa eineinhalb Kilometer Fußweg entfernt.